# Czaka
Czaka (Zulus Czaka, zulu Shaka kaSenzangakhona, ur. ok. 1787, zm. 22 września 1828) – wódz plemion zuluskich w latach 1816-1828, który doprowadził do ich zjednoczenia.

## Życiorys
Czaka był nieślubnym synem Senzangakona (lub Senzangakoma), wodza plemienia Zulusów, i Nandi. Oboje pochodzili z plemienia Langeni. Związek jego rodziców był sprzeczny z zuluską tradycją i nie trwał zbyt długo. Ok. 1802 został przez swojego ojca wypędzony i musiał szukać schronienia u plemienia Langeni, razem z matką, która była jego księżniczką. Wkrótce zostali wygnani także stamtąd i Czaka przeniósł się do szczepu Mtetwa w wiosce Dietsheni, gdzie trafił pod skrzydła wodza Dingiswayo. Tam uczył się sztuki wojennej.  
Po śmierci ojca w 1816. Czaka powrócił do swojego rodzinnego plemienia, liczącego zaledwie ok. 1500 osób, i został jego wodzem. W swoim państwie stworzył scentralizowaną administrację cywilną, a sam będąc wojownikiem, zajął się także formowaniem armii zuluskiej, która została oparta na klasie nieżonatych wojowników. Za sprawą jego reform mało znaczący wcześniej lud Zulusów przekształcił się w regionalną potęgę. 
Taktyka, opracowana przez króla Czakę (tzw. "Rogi Byka"), jak również podstawowa broń, którą on sam opracował i którą posługiwali się jego wojownicy (włócznia assegai o ostrzu długości mniej więcej ludzkiego przedramienia) zapewniała mu zwycięstwo praktycznie w każdej bitwie z pozbawionymi podobnego uzbrojenia, jak również niewyszkolonymi przeciwnikami. Dzięki rygorystycznemu treningowi (m.in. nauczał swoich bojowników biegać boso po 50 mil dziennie, niesubordynacja była ciężko karana), dobremu wyposażeniu i wysokiemu stopniowi organizacji (podział armii na pułki, dowodzone przez oficerów nazywanych indunami), stała się ona najsprawniejszą w całej południowej Afryce. Czaka wykorzystał tę potęgę, by podbić pozostałe plemiona zuluskie i siłą przyłączyć je do swojego. 
Po śmierci Dingiswayo w 1817 Czaka zajął jego plemienne państwo i zaczął stosować politykę spalonej ziemi (Mfecane) wobec plemion zamieszkujących płaskowyż Natal. Liczba Zulusów wzrosła do ćwierć miliona, armia liczyła 40 tysięcy żołnierzy, a terytorium jego państwa rozciągało się od Prowincji Przylądkowej po Tanzanię. Zulusi pod wodzą Czaki stawiali też opór napierającym Burom i Brytyjczykom.
Dobra passa króla Czaki skończyła się po śmierci Nandi, Ukochanej Matki (1827). Zarządzeniem króla "żadne ziarno nie może zostać posadzone przez rok pod karą śmierci, żadne mleko nie może być zebrane przez rok pod karą śmierci, żaden mężczyzna nie może spać z kobietą przez rok pod karą śmierci". 
Oszalały król zaczął poza tym wymierzać na oślep wyroki śmierci, również wśród najbliższych osób ze swojego otoczenia. Taki wyrok dosięgnął również jednego z najbliższych przyjaciół Czaki, indunę o imieniu Mzilikazi. Ten jednak dysponował liczbą ponad 5000 wojowników (na których też wydano wyroki śmierci), więc się zbuntował. Oddziały, które Czaka wysłał przeciwko niemu, zostały rozgromione, a ich resztki - wcielone do armii Mzilikaziego, który poszedł na północ i stworzył tam nowe plemię o nazwie Matabele.
Czaka Zulus został zamordowany 22 września 1828 roku przez swoich przyrodnich braci, Mhlangane i Dingane. Dingane zajął miejsce Czaki i został królem. Czaka został pochowany przez braci w nieoznakowanym grobie niedaleko wsi Stanger w Natalu.

## Wpływy kulturowe
- W ustnej tradycji opowiadany jest epos o Czace, spisany w XX wieku (polskie tłumaczenie dostępne w książce Eposy Czarnej Afryki, red. W. Leopold, Warszawa 1977).
- W 1986 powstał południowoafrykański miniserial Zulus Czaka.